# Stanley Cup playoff 2016
I playoff della Stanley Cup 2016 del campionato NHL 2015-2016 hanno avuto inizio il 13 aprile 2016. Le sedici squadre qualificate per i playoff, otto da ciascuna Conference, hanno giocato un primo turno divisionale seguito dalle finali di Division e poi dalle finali di Conference. La Eastern Conference, formata da 16 squadre, è suddivisa in due Division da 8 squadre ciascuna (Metropolitan e Atlantic), mentre la Western Conference, con 14 squadre, è divisa in due Division da sette squadre (Pacific e Central). In seguito al riallineamento del 2013 la NHL ha trasformato anche i playoff: le prime tre squadre di ciascuna Division si qualificano per i playoff della propria Conference. I quattro posti rimanenti, due per Conference, vengono invece assegnati a squadre wild card ovvero quelle meglio classificate che non sono riuscite a classificarsi nei primi tre posti di ogni Division.
Per la seconda volta in tutta la storia della NHL, la prima dal 1970, nessuna franchigia canadese riuscì a qualificarsi per i playoff della Stanley Cup. I Detroit Red Wings invece proseguirono la loro striscia di partecipazioni consecutive ai playoff, venticinque, la terza più lunga nella storia della lega. Per la quarta volta negli ultimi sei anni si qualificarono tutte e tre le formazioni della California, mentre per la seconda volta in assoluto entrarono ai playoff entrambe le squadre della Florida, infatti i Florida Panthers si qualificarono di nuovo dopo quattro stagioni dall'ultima volta, la seconda dal 2000.

## Squadre partecipanti

### Eastern Conference

#### Atlantic Division
1. Florida Panthers - vincitori della Atlantic Division, 103 punti
2. Tampa Bay Lightning - 97 punti
3. Detroit Red Wings - 93 punti

#### Metropolitan Division
1. Washington Capitals - vincitori della Metropolitan Division, della stagione regolare nella Eastern Conference e del Presidents' Trophy, 120 punti
2. Pittsburgh Penguins - 104 punti
3. New York Rangers - 101 punti
4. New York Islanders - wild card, 100 punti
5. Philadelphia Flyers - wild card, 96 punti

### Western Conference

#### Central Division
1. Dallas Stars - vincitori della Central Division e della stagione regolare nella Western Conference, 109 punti
2. St. Louis Blues - 107 punti
3. Chicago Blackhawks - 103 punti
4. Nashville Predators - wild card, 96 punti
5. Minnesota Wild - wild card, 87 punti

#### Pacific Division
1. Anaheim Ducks - vincitori della Pacific Division, 103 punti
2. Los Angeles Kings - 102 punti
3. San Jose Sharks - 98 punti

### Tabellone
In ciascun turno la squadra con il ranking più alto si sfida con quella dal posizionamento più basso, usufruendo anche del vantaggio del fattore campo. Nella finale di Stanley Cup il fattore campo si determina dai punti ottenuti in stagione regolare dalle due squadre. Ciascuna serie, al meglio delle sette gare, segue il formato 2-2-1-1-1: la squadra migliore in stagione regolare disputa in casa Gara-1 e 2, (se necessario anche Gara-5 e 7), mentre quella posizionata peggio gioca nel proprio palazzetto Gara-3 e 4 (se necessario anche Gara-6).
|  | Divisional Round   | Divisional Round    | Divisional Round    |   |                     | Divisional Finals   | Divisional Finals | Divisional Finals |  |    | Conference Finals   | Conference Finals | Conference Finals |  |    | Finale Stanley Cup  | Finale Stanley Cup | Finale Stanley Cup |
|  |                    |                     |                     |   |                     |                     |                   |                   |  |    |                     |                   |                   |  |    |                     |                    |                    |
|  | A1                 | Florida Panthers    | 2                   |   |                     |                     |                   |                   |  |    |                     |                   |                   |  |    |                     |                    |                    |
|  | WC                 | New York Islanders  | 4                   |   |                     |                     |                   |                   |  |    |                     |                   |                   |  |    |                     |                    |                    |
|  | WC                 | New York Islanders  | 4                   |   | WC                  | New York Islanders  | 1                 |                   |  |    |                     |                   |                   |  |    |                     |                    |                    |
|  |                    |                     |                     |   | WC                  | New York Islanders  | 1                 |                   |  |    |                     |                   |                   |  |    |                     |                    |                    |
|  |                    | A2                  | Tampa Bay Lightning | 4 |                     |                     |                   |                   |  |    |                     |                   |                   |  |    |                     |                    |                    |
|  | A2                 | A2                  | Tampa Bay Lightning | 4 | Tampa Bay Lightning | 4                   |                   |                   |  |    |                     |                   |                   |  |    |                     |                    |                    |
|  | A2                 |                     |                     |   | Tampa Bay Lightning | 4                   |                   |                   |  |    |                     |                   |                   |  |    |                     |                    |                    |
|  | A3                 | Detroit Red Wings   | 1                   |   |                     |                     |                   |                   |  |    |                     |                   |                   |  |    |                     |                    |                    |
|  | A3                 | Detroit Red Wings   | 1                   |   |                     |                     |                   |                   |  | A2 | Tampa Bay Lightning | 3                 |                   |  |    |                     |                    |                    |
|  | Eastern Conference |                     |                     |   |                     |                     |                   |                   |  | A2 | Tampa Bay Lightning | 3                 |                   |  |    |                     |                    |                    |
|  |                    | M2                  | Pittsburgh Penguins | 4 |                     |                     |                   |                   |  |    |                     |                   |                   |  |    |                     |                    |                    |
|  | M1                 | M2                  | Pittsburgh Penguins | 4 | Washington Capitals | 4                   |                   |                   |  |    |                     |                   |                   |  |    |                     |                    |                    |
|  | M1                 |                     |                     |   | Washington Capitals | 4                   |                   |                   |  |    |                     |                   |                   |  |    |                     |                    |                    |
|  | WC                 | Philadelphia Flyers | 2                   |   |                     |                     |                   |                   |  |    |                     |                   |                   |  |    |                     |                    |                    |
|  | WC                 | Philadelphia Flyers | 2                   |   | M1                  | Washington Capitals | 2                 |                   |  |    |                     |                   |                   |  |    |                     |                    |                    |
|  |                    |                     |                     |   | M1                  | Washington Capitals | 2                 |                   |  |    |                     |                   |                   |  |    |                     |                    |                    |
|  |                    | M2                  | Pittsburgh Penguins | 4 |                     |                     |                   |                   |  |    |                     |                   |                   |  |    |                     |                    |                    |
|  | M2                 | M2                  | Pittsburgh Penguins | 4 | Pittsburgh Penguins | 4                   |                   |                   |  |    |                     |                   |                   |  |    |                     |                    |                    |
|  | M2                 |                     |                     |   | Pittsburgh Penguins | 4                   |                   |                   |  |    |                     |                   |                   |  |    |                     |                    |                    |
|  | M3                 | New York Rangers    | 1                   |   |                     |                     |                   |                   |  |    |                     |                   |                   |  |    |                     |                    |                    |
|  | M3                 | New York Rangers    | 1                   |   |                     |                     |                   |                   |  |    |                     |                   |                   |  | M2 | Pittsburgh Penguins | 4                  |                    |
|  |                    |                     |                     |   |                     |                     |                   |                   |  |    |                     |                   |                   |  | M2 | Pittsburgh Penguins | 4                  |                    |
|  |                    | P3                  | San Jose Sharks     | 2 |                     |                     |                   |                   |  |    |                     |                   |                   |  |    |                     |                    |                    |
|  | C1                 | P3                  | San Jose Sharks     | 2 | Dallas Stars        | 4                   |                   |                   |  |    |                     |                   |                   |  |    |                     |                    |                    |
|  | C1                 |                     |                     |   | Dallas Stars        | 4                   |                   |                   |  |    |                     |                   |                   |  |    |                     |                    |                    |
|  | WC                 | Minnesota Wild      | 2                   |   |                     |                     |                   |                   |  |    |                     |                   |                   |  |    |                     |                    |                    |
|  | WC                 | Minnesota Wild      | 2                   |   | C1                  | Dallas Stars        | 3                 |                   |  |    |                     |                   |                   |  |    |                     |                    |                    |
|  |                    |                     |                     |   | C1                  | Dallas Stars        | 3                 |                   |  |    |                     |                   |                   |  |    |                     |                    |                    |
|  |                    | C2                  | St. Louis Blues     | 4 |                     |                     |                   |                   |  |    |                     |                   |                   |  |    |                     |                    |                    |
|  | C2                 | C2                  | St. Louis Blues     | 4 | St. Louis Blues     | 4                   |                   |                   |  |    |                     |                   |                   |  |    |                     |                    |                    |
|  | C2                 |                     |                     |   | St. Louis Blues     | 4                   |                   |                   |  |    |                     |                   |                   |  |    |                     |                    |                    |
|  | C3                 | Chicago Blackhawks  | 3                   |   |                     |                     |                   |                   |  |    |                     |                   |                   |  |    |                     |                    |                    |
|  | C3                 | Chicago Blackhawks  | 3                   |   |                     |                     |                   |                   |  | C2 | St. Louis Blues     | 2                 |                   |  |    |                     |                    |                    |
|  | Western Conference |                     |                     |   |                     |                     |                   |                   |  | C2 | St. Louis Blues     | 2                 |                   |  |    |                     |                    |                    |
|  |                    | P3                  | San Jose Sharks     | 4 |                     |                     |                   |                   |  |    |                     |                   |                   |  |    |                     |                    |                    |
|  | P1                 | P3                  | San Jose Sharks     | 4 | Anaheim Ducks       | 3                   |                   |                   |  |    |                     |                   |                   |  |    |                     |                    |                    |
|  | P1                 |                     |                     |   | Anaheim Ducks       | 3                   |                   |                   |  |    |                     |                   |                   |  |    |                     |                    |                    |
|  | WC                 | Nashville Predators | 4                   |   |                     |                     |                   |                   |  |    |                     |                   |                   |  |    |                     |                    |                    |
|  | WC                 | Nashville Predators | 4                   |   | WC                  | Nashville Predators | 3                 |                   |  |    |                     |                   |                   |  |    |                     |                    |                    |
|  |                    |                     |                     |   | WC                  | Nashville Predators | 3                 |                   |  |    |                     |                   |                   |  |    |                     |                    |                    |
|  |                    | P3                  | San Jose Sharks     | 4 |                     |                     |                   |                   |  |    |                     |                   |                   |  |    |                     |                    |                    |
|  | P2                 | P3                  | San Jose Sharks     | 4 | Los Angeles Kings   | 1                   |                   |                   |  |    |                     |                   |                   |  |    |                     |                    |                    |
|  | P2                 |                     |                     |   | Los Angeles Kings   | 1                   |                   |                   |  |    |                     |                   |                   |  |    |                     |                    |                    |
|  | P3                 | San Jose Sharks     | 4                   |   |                     |                     |                   |                   |  |    |                     |                   |                   |  |    |                     |                    |                    |

## Eastern Conference

### Semifinali di Division

#### Florida - NY Islanders
| Arbitri: | Dave Jackson Kelly Sutherland |

|                                                                    |           |                                                |
| Nelson 06:39 Nielsen 16:46 Tavares 39:38 Okposo 42:33 Strome 46:01 | Marcatori | 01:55 Purcell 13:51 Jokinen 21:31, 46:56 Smith |

| Arbitri: | Francis Charron Wes McCauley |

|               |           |                                          |
| Tavares 56:27 | Marcatori | 04:32 Smith 26:17 Bjugstad 59:50 Kulikov |

| Arbitri: | Chris Rooney François St. Laurent |

|                                         |           |                                                      |
| Smith 02:25 Barkov 21:11 Bjugstad 27:23 | Marcatori | 25:21 Pulock 31:48 Prince 36:55 Nielsen 72:31 Hickey |

| Arbitri: | Frederick L'Ecuyer Brad Watson |

|                              |           |               |
| Purcell 35:18 Petrovic 49:25 | Marcatori | 39:44 Tavares |

| Arbitri: | Dan O'Halloran Ian Walsh |

|                           |           |              |
| Nielsen 13:31 Quine 96:00 | Marcatori | 41:59 Barkov |

| Arbitri: | Dan O'Rourke Chris Lee |

|                 |           |                      |
| Huberdeau 18:58 | Marcatori | 59:06, 90:41 Tavares |

#### Tampa Bay - Detroit
| Arbitri: | Francis Charron Wes McCauley |

|                              |           |                                    |
| Green 22:11 Abdelkader 24:07 | Marcatori | 06:23, 29:29 Kučerov 48:52 Killorn |

| Arbitri: | Chris Rooney François St. Laurent |

|                             |           |                                                              |
| Larkin 23:30 Richards 44:27 | Marcatori | 15:17 Kučerov 26:46 Boyle 46:32, 54:48 Johnson 57:16 Killorn |

| Arbitri: | Gord Dwyer Eric Furlatt |

|  |           |                                   |
|  | Marcatori | 32:42 Athanasiou 37:22 Zetterberg |

| Arbitri: | Jean Hébert Tim Peel |

|                                  |           |                          |
| Kučerov 05:41, 30:31 Palát 57:01 | Marcatori | 34:53 Helm 39:50 Nyquist |

| Arbitri: | Jean Hébert Kevin Pollock |

|  |           |               |
|  | Marcatori | 58:17 Killorn |

#### Washington - Philadelphia
| Arbitri: | Marc Joannette Steve Kozari |

|  |           |                            |
|  | Marcatori | 36:21 Carlson 56:36 Beagle |

| Arbitri: | Dave Jackson Kelly Sutherland |

|               |           |                                                           |
| Voráček 29:37 | Marcatori | 14:09 Carlson 22:26 Chimera 37:21 Ovečkin 57:47 Bäckström |

| Arbitri: | Brad Meier Kevin Pollock |

|                                                                                |           |             |
| Johansson 04:43 Ovečkin 28:50, 54:58 Kuznecov 41:58 Carlson 47:37 Beagle 58:20 | Marcatori | 00:57 Raffl |

| Arbitri: | Francis Charron Wes McCauley |

|             |           |                                    |
| Oshie 42:38 | Marcatori | 05:51 Gostisbehere 23:51 MacDonald |

| Arbitri: | Frederick L'Ecuyer Brad Watson |

|                              |           |  |
| White 27:52 VandeVelde 59:29 | Marcatori |  |

| Arbitri: | Dan O'Halloran Ian Walsh |

|                 |           |  |
| Bäckström 28:59 | Marcatori |  |

#### Pittsburgh - NY Rangers
| Arbitri: | Jean Hébert Tim Peel |

|                     |           |                                                            |
| Stepan 43:10, 50:11 | Marcatori | 19:42, 48:02, 57:10 Hornqvist 38:56 Crosby 45:31 Kuhnhackl |

| Arbitri: | Marc Joannette Steve Kozari |

|                                                            |           |                     |
| Yandle 03:37 Brassard 32:56 Zuccarello 36:52 Kreider 40:39 | Marcatori | 23:21, 45:42 Kessel |

| Arbitri: | Dave Jackson Kelly Sutherland |

|                                        |           |            |
| Crosby 39:18 Cullen 44:16 Letang 59:47 | Marcatori | 20:39 Nash |

| Arbitri: | Gord Dwyer Eric Furlatt |

|                                                             |           |  |
| Fehr 01:09 Hornqvist 07:11 Sheary 16:12 Malkin 24:00, 43:28 | Marcatori |  |

| Arbitri: | Francis Charron Wes McCauley |

|                                      |           |                                                                        |
| Nash 01:02 Moore 10:35 Kreider 45:38 | Marcatori | 09:50 Hagelin 11:39 Kessel 25:21, 59:01 Rust 29:26 Cullen 36:18 Sheary |

### Finali di Division

#### Tampa Bay - NY Islanders
| Arbitri: | Gord Dwyer Eric Furlatt |

|                                                                   |           |                                          |
| Hamonic 05:44 Prince 17:28, 19:57 Tavares 28:59 Clutterbuck 59:05 | Marcatori | 03:05 Palát 47:41 Kučerov 57:28 Filppula |

| Arbitri: | Francis Charron Wes McCauley |

|               |           |                                                |
| Kulëmin 15:15 | Marcatori | 06:03, 57:42 Johnson 11:55 Drouin 31:59 Hedman |

| Arbitri: | Steve Kozari Brad Watson |

|                                                                         |           |                                                   |
| Callahan 19:47 Hedman 28:10 Namestnikov 43:25 Kučerov 59:21 Boyle 62:48 | Marcatori | 07:55, 42:27 Bailey 34:50 Leddy 51:23 Clutterbuck |

| Arbitri: | Jean Hébert Kelly Sutherland |

|                              |           |              |
| Kučerov 47:49 Garrison 61:34 | Marcatori | 04:20 Okposo |

| Arbitri: | Chris Lee Dan O'Rourke |

|  |           |                                               |
|  | Marcatori | 13:49, 24:22 Hedman 18:41 Boyle 44:40 Kučerov |

#### Washington - Pittsburgh
| Arbitri: | Chris Lee Dan O'Rourke |

|                                         |           |                                            |
| Lovejoy 30:40 Malkin 31:37 Bonino 48:42 | Marcatori | 10:13 Burakovsky 32:10, 43:23, 69:33 Oshie |

| Arbitri: | Dan O'Halloran Kevin Pollock |

|                          |           |                 |
| Hagelin 27:08 Fehr 55:32 | Marcatori | 44:08 Johansson |

| Arbitri: | Francis Charron Wes McCauley |

|                              |           |                                               |
| Ovečkin 48:02 Williams 59:04 | Marcatori | 06:37 Hornqvist 07:37 Kühnhackl 35:03 Hagelin |

| Arbitri: | Jean Hébert Kelly Sutherland |

|                            |           |                                          |
| Beagle 02:58 Carlson 36:19 | Marcatori | 09:16 Daley 23:07 Cullen 62:34 Hornqvist |

| Arbitri: | Steve Kozari Brad Watson |

|              |           |                                          |
| Kunitz 07:08 | Marcatori | 04:04 Ovečkin 24:00 Oshie 29:58 Williams |

| Arbitri: | Gord Dwyer Eric Furlatt |

|                                          |           |                                                |
| Oshie 38:30 Williams 47:23 Carlson 53:01 | Marcatori | 05:41, 27:05 Kessel 27:38 Hagelin 66:32 Bonino |

### Finale di Conference

#### Pittsburgh - Tampa Bay
| Arbitri: | Francis Charron Wes McCauley |

|                                        |           |                 |
| Killorn 18:46 Palát 22:33 Drouin 38:25 | Marcatori | 39:05 Hornqvist |

| Arbitri: | Gord Dwyer Dan O'Halloran |

|                             |           |                                        |
| Strålman 16:37 Drouin 19:10 | Marcatori | 04:32 Cullen 09:37 Kessel 60:40 Crosby |

| Arbitri: | Eric Furlatt Kelly Sutherland |

|                                                      |           |                           |
| Hagelin 39:50 Kessel 45:16 Crosby 50:50 Kunitz 53:12 | Marcatori | 45:30 Johnson 58:16 Palát |

| Arbitri: | Dan O'Rourke Brad Watson |

|                                        |           |                                                       |
| Kessel 41:18 Malkin 51:13 Kunitz 53:08 | Marcatori | 00:27 Callahan 14:28 Šustr 34:38 Drouin 37:48 Johnson |

| Arbitri: | Francis Charron Wes McCauley |

|                                                  |           |                                             |
| Killorn 33:15 Kučerov 34:25, 56:44 Johnson 60:53 | Marcatori | 19:59 Dumoulin 21:30 Hornqvist 39:10 Kunitz |

| Arbitri: | Gord Dwyer Dan O'Halloran |

|                                                                |           |                    |
| Kessel 18:46 Letang 27:40 Crosby 39:34 Rust 57:52 Bonino 59:06 | Marcatori | 45:30, 52:43 Boyle |

| Arbitri: | Wes McCauley Kelly Sutherland |

|              |           |                   |
| Drouin 29:36 | Marcatori | 21:55, 30:36 Rust |

## Western Conference

### Semifinali di Division

#### Dallas - Minnesota
| Arbitri: | Frederick L'Ecuyer Brad Watson |

|  |           |                                                 |
|  | Marcatori | 23:53 Faksa 32:17 Spezza 54:16 Eaves 56:00 Benn |

| Arbitri: | Chris Lee Dan O'Rourke |

|                 |           |                          |
| Scandella 52:42 | Marcatori | 23:54 Roussel 50:23 Benn |

| Arbitri: | Marc Joannette Steve Kozari |

|                                   |           |                                                              |
| Sharp 00:26, 04:10 Sceviour 53:45 | Marcatori | 19:10 Porter 26:04 Haula 39:13, 58:46 Pominville 46:26 Koivu |

| Arbitri: | Ian Walsh Dan O'Halloran |

|                                       |           |                              |
| Hemský 29:11 Eaves 33:24 Spezza 38:51 | Marcatori | 25:01 Pominville 30:14 Coyle |

| Arbitri: | Chris Lee Dan O'Rourke |

|                                                                      |           |                                                     |
| Granlund 03:32 Schroeder 05:16 Niederreiter 41:50 Koivu 56:51, 64:55 | Marcatori | 17:18 Oduya 41:00 Benn 48:28 Spezza 48:56 Goligoski |

| Arbitri: | Gord Dwyer Eric Furlatt |

|                                                                     |           |                                                     |
| Klingberg 05:56 Spezza 09:07 Sharp 18:11 Benn 39:36 Goligoski 50:28 | Marcatori | 43:48, 48:39 Spurgeon 44:04 Brodin 55:13 Pominville |

#### St. Louis - Chicago
| Arbitri: | Gord Dwyer Eric Furlatt |

|  |           |              |
|  | Marcatori | 69:04 Backes |

| Arbitri: | Chris Lee Dan O'Rourke |

|                                      |           |                                   |
| Keith 39:55 Shaw 55:41 Panarin 58:34 | Marcatori | 35:20 Tarasenko 59:58 Shattenkirk |

| Arbitri: | Jean Hébert Tim Peel |

|                                             |           |                               |
| Parayko 12:11 Berglund 45:15 Schwartz 53:22 | Marcatori | 02:18 Seabrook 21:04 Anisimov |

| Arbitri: | Chris Rooney François St. Laurent |

|                                                   |           |                               |
| Tarasenko 14:02, 37:31 Schwartz 41:36 Steen 44:46 | Marcatori | 29:12 Shaw 33:09, 54:40 Keith |

| Arbitri: | Marc Joannette Steve Kozari |

|                                                     |           |                                          |
| Hossa 31:32 Anisimov 35:24 Panarin 39:59 Kane 83:07 | Marcatori | 32:29 Schwartz 46:57 Fabbri 54:50 Backes |

| Arbitri: | Dave Jackson Kelly Sutherland |

|                                                 |           |                                                                                 |
| Upshall 06:18 Pietrangelo 08:51 Tarasenko 11:00 | Marcatori | 03:47 Ladd 24:13 Anisimov 32:21 van Riemsdyk 36:18 Weise 56:53 Shaw 57:40 Hossa |

| Arbitri: | Francis Charron Wes McCauley |

|                        |           |                                           |
| Hossa 18:30 Shaw 23:20 | Marcatori | 01:00 Lehtera 13:43 Parayko 48:31 Brouwer |

#### Anaheim - Nashville
| Arbitri: | Dan O'Halloran Ian Walsh |

|                                        |           |                            |
| Neal 00:35 Wilson 27:55 Forsberg 50:25 | Marcatori | 17:39 Getzlaf 20:48 Kesler |

| Arbitri: | Chris Lee Dan O'Rourke |

|                                      |           |                               |
| Ekholm 19:04 Smith 29:55 Weber 39:21 | Marcatori | 14:20 Cogliano 57:18 Thompson |

| Arbitri: | Gord Dwyer Eric Furlatt |

|                                         |           |  |
| McGinn 10:05 Rakell 31:33 Stewart 37:06 | Marcatori |  |

| Arbitri: | Dave Jackson Kelly Sutherland |

|                                                          |           |              |
| Getzlaf 01:02 Thompson 37:04 McGinn 38:56 Cogliano 56:52 | Marcatori | 31:26 Fisher |

| Arbitri: | Jean Hébert Tim Peel |

|                               |           |                                                                    |
| Johansen 34:13 Salomäki 53:29 | Marcatori | 34:35 Perron 36:23 Garbutt 48:34 Vatanen 56:37 Fowler 58:14 Kesler |

| Arbitri: | Brad Watson Frederick L'Ecuyer |

|              |           |                                     |
| Kesler 39:46 | Marcatori | 28:10 Ekholm 37:45 Neal 59:50 Weber |

| Arbitri: | Dan O'Halloran Kelly Sutherland |

|                            |           |              |
| Wilson 06:19 Gaustad 15:53 | Marcatori | 41:45 Kesler |

#### Los Angeles - San Jose
| Arbitri: | Brad Meier Kevin Pollock |

|                                               |           |                                       |
| Pavelski 06:25, 40:17 Burns 26:50 Hertl 37:48 | Marcatori | 02:53 Muzzin 27:30 Carter 37:18 Lewis |

| Arbitri: | Frederick L'Ecuyer Brad Watson |

|                              |           |                  |
| Pavelski 03:37 Couture 28:44 | Marcatori | 54:59 Lecavalier |

| Arbitri: | Dan O'Halloran Ian Walsh |

|                             |           |                |
| Kopitar 08:10 Pearson 63:47 | Marcatori | 00:30 Thornton |

| Arbitri: | Chris Lee Dan O'Rourke |

|                          |           |                                          |
| Lewis 42:49 Schenn 46:44 | Marcatori | 22:09 Burns 29:21 Pavelski 41:40 Marleau |

| Arbitri: | Chris Rooney François St. Laurent |

|                                                                              |           |                                           |
| Donskoi 01:08, 43:58 Tierney 11:21 Nieto 24:05 Pavelski 52:24 Karlsson 59:38 | Marcatori | 27:44 Kopitar 31:26 Carter 36:36 Versteeg |

### Finali di Division

#### Dallas - St. Louis
| Arbitri: | Jean Hébert Kelly Sutherland |

|                   |           |                           |
| Shattenkirk 51:32 | Marcatori | 29:36 Roussel 55:16 Faksa |

| Arbitri: | Steve Kozari Brad Watson |

|                                                           |           |                                          |
| Berglund 04:11 Edmundson 07:02 Brouwer 18:40 Backes 70:58 | Marcatori | 03:36 Goligoski 44:35 Janmark 57:24 Benn |

| Arbitri: | Gord Dwyer Eric Furlatt |

|                |           |                                                                      |
| Sceviour 04:44 | Marcatori | 05:41, 38:03 Steen 16:10, 58:06 Backes 22:34 Brouwer 23:50 Tarasenko |

| Arbitri: | Chris Lee Dan O'Rourke |

|                                     |           |                               |
| Faksa 24:05 Sharp 25:14 Eakin 62:58 | Marcatori | 10:17 Tarasenko 33:06 Stastny |

| Arbitri: | Dan O'Halloran Kevin Pollock |

|                                                       |           |                 |
| Fabbri 06:00 Jaškin 30:31 Brouwer 37:42 Stastny 58:20 | Marcatori | 10:58 Goligoski |

| Arbitri: | Francis Charron Wes McCauley |

|                                          |           |                            |
| Janmark 04:53 Fiddler 05:13 Spezza 16:49 | Marcatori | 27:29 Steen 48:59 Berglund |

| Arbitri: | Dan O'Halloran Kelly Sutherland |

|                                                                                      |           |             |
| Fabbri 05:23 Stastny 18:22 Berglund 19:56 Backes 23:50 Brouwer 35:06 Tarasenko 55:20 | Marcatori | 45:15 Eaves |

#### San Jose - Nashville
| Arbitri: | Steve Kozari Brad Watson |

|                             |           |                                                           |
| Fisher 24:33 Johansen 58:11 | Marcatori | 42:37 Hertl 51:49 Ward 55:40, 58:31 Couture 59:10 Wingels |

| Arbitri: | Chris Lee Dan O'Rourke |

|                             |           |                                             |
| Ekholm 52:56 Johansen 59:55 | Marcatori | 38:36 Couture 57:20 Pavelski 59:04 Thornton |

| Arbitri: | Dan O'Halloran Kevin Pollock |

|               |           |                                                    |
| Marleau 13:13 | Marcatori | 25:11 Neal 34:44 Weber 46:55 Wilson 55:49 Forsberg |

| Arbitri: | Gord Dwyer Eric Furlatt |

|                                  |           |                                              |
| Burns 03:08, 46:48 Donskoi 34:09 | Marcatori | 00:41 Wilson 09:50, 111:12 Fisher 55:39 Neal |

| Arbitri: | Francis Charron Wes McCauley |

|              |           |                                                                  |
| Fisher 15:40 | Marcatori | 10:47 Marleau 17:21, 39:22 Pavelski 20:35 Couture 59:10 Karlsson |

| Arbitri: | Jean Hébert Kelly Sutherland |

|                                    |           |                                                        |
| Tierney 09:55, 11:51 Couture 50:04 | Marcatori | 15:27 Josi 21:25 Johansen 52:44 Wilson 62:03 Arvidsson |

| Arbitri: | Dan O'Rourke Brad Watson |

|  |           |                                                                      |
|  | Marcatori | 09:02 Pavelski 16:51 Ward 20:36 Couture 40:32 Thornton 43:54 Marleau |

### Finale di Conference

#### St. Louis - San Jose
| Arbitri: | Kelly Sutherland Eric Furlatt |

|             |           |                            |
| Hertl 15:38 | Marcatori | 15:04 Backes 29:15 Lehterä |

| Arbitri: | Brad Watson Dan O'Rourke |

|                                               |           |  |
| Wingels 02:07 Burns 27:04, 51:58 Zubrus 59:41 | Marcatori |  |

| Arbitri: | Francis Charron Wes McCauley |

|  |           |                                  |
|  | Marcatori | 15:53, 46:09 Hertl 31:44 Donskoi |

| Arbitri: | Gord Dwyer Dan O'Halloran |

|                                                                            |           |                                             |
| Brouwer 06:14, 43:55 Lehterä 10:11 Brodziak 26:09, 30:11 Pietrangelo 55:39 | Marcatori | 41:05 Pavelski 46:57 Tierney 56:28 Karlsson |

| Arbitri: | Eric Furlatt Kelly Sutherland |

|                                                                    |           |                                           |
| Vlasic 03:51 Ward 24:37, 59:27 Pavelski 38:33, 40:16 Tierney 59:06 | Marcatori | 07:04 Schwartz 15:08 Brouwer 31:58 Fabbri |

| Arbitri: | Brad Watson Dan O'Rourke |

|                        |           |                                                              |
| Tarasenko 51:39, 56:25 | Marcatori | 03:57 Pavelski 25:02, 43:01 Ward 48:11 Donskoi 59:40 Couture |

## Finale Stanley Cup
La finale della Stanley Cup 2016 è una serie al meglio delle sette gare che determinerà il campione della National Hockey League per la stagione 2015-16. Nella storia dei playoff è la prima sfida in assoluto fra i Pittsburgh Penguins e i San Jose Sharks. Per i Pittsburgh Penguins si trattò della quinta apparizione nella finale della Stanley Cup dopo il titolo conquistato nel 2009 contro i Detroit Red Wings. Per San Jose fu invece la prima apparizione in assoluto dalla fondazione della franchigia nel 1990.

## Statistiche

### Classifica marcatori
La seguente lista elenca i migliori marcatori al termine dei playoff.

| Giocatore      | Squadra             | PG | G  | A  | Pt | +/- | MP |
| -------------- | ------------------- | -- | -- | -- | -- | --- | -- |
| Logan Couture  | San Jose Sharks     | 24 | 10 | 20 | 30 | +5  | 8  |
| Brent Burns    | San Jose Sharks     | 24 | 7  | 17 | 24 | +11 | 12 |
| Joe Pavelski   | San Jose Sharks     | 24 | 14 | 9  | 23 | +1  | 4  |
| Phil Kessel    | Pittsburgh Penguins | 24 | 10 | 12 | 22 | +5  | 4  |
| Joe Thornton   | San Jose Sharks     | 24 | 3  | 18 | 21 | +2  | 10 |
| Nikita Kučerov | Tampa Bay Lightning | 17 | 11 | 8  | 19 | +13 | 8  |
| Sidney Crosby  | Pittsburgh Penguins | 24 | 6  | 13 | 19 | -2  | 4  |
| Evgenij Malkin | Pittsburgh Penguins | 23 | 6  | 12 | 18 | +1  | 18 |
| Nick Bonino    | Pittsburgh Penguins | 24 | 4  | 14 | 18 | +9  | 12 |
| Tyler Johnson  | Tampa Bay Lightning | 17 | 7  | 10 | 17 | +9  | 12 |

### Classifica portieri
Questa è una tabella che combina i cinque migliori portieri dei playoff per media di gol subiti a gara con i cinque migliori portieri per percentuale di parate, con almeno 420 minuti disputati. La tabella è ordinata per la media gol subiti, e i criteri di inclusione sono in grassetto.

| Giocatore          | Squadra             | PG | Min     | V  | S  | OTS | TC  | GS | SO | Sv%  | MGS  |
| ------------------ | ------------------- | -- | ------- | -- | -- | --- | --- | -- | -- | ---- | ---- |
| Braden Holtby      | Washington Capitals | 12 | 731:32  | 6  | 6  | 2   | 363 | 21 | 2  | .942 | 1.72 |
| Ben Bishop         | Tampa Bay Lightning | 11 | 582:26  | 8  | 2  | 0   | 297 | 18 | 2  | .939 | 1.85 |
| Roberto Luongo     | Florida Panthers    | 6  | 438:20  | 2  | 4  | 3   | 227 | 15 | 0  | .934 | 2.05 |
| Matt Murray        | Pittsburgh Penguins | 21 | 1267:16 | 15 | 6  | 2   | 575 | 44 | 1  | .923 | 2.08 |
| Martin Jones       | San Jose Sharks     | 24 | 1473:18 | 14 | 10 | 4   | 684 | 53 | 3  | .923 | 2.16 |
| Andrej Vasilevskij | Tampa Bay Lightning | 8  | 434:25  | 3  | 4  | 1   | 267 | 20 | 0  | .925 | 2.76 |